# Kazimierz Cyprian Ujazdowski
Kazimierz Cyprian Ujazdowski (ur. 16 września 1898 w Warszawie, zm. 7 czerwca 1942 w KL Auschwitz) – polski adwokat, działacz konspiracji niepodległościowej, obrońca Warszawy, więzień i ofiara niemieckiego nazistowskiego obozu koncentracyjnego KL Auschwitz.

## Życiorys
Ukończył studia na Wydziale Prawa Uniwersytetu Warszawskiego i po odbyciu aplikacji adwokackiej w 1927 został adwokatem Izby Warszawskiej. Od 1931 do 1932 był obrońcą w procesie brzeskim. Publikował w prasie. Odznaczony Medalem Niepodległości.
Był działaczem Polskiego Stronnictwa Ludowego „Wyzwolenie”, a następnie Stronnictwa Ludowego. Później związał się z Chrześcijańsko-Ludowym Blokiem Pracy i z ich listy w 1938 wszedł do Rady Miejskiej Warszawy.
Ojciec Kazimierza Mieczysława Ujazdowskiego i dziadek Kazimierza Michała Ujazdowskiego